# گیزلای فرانسه

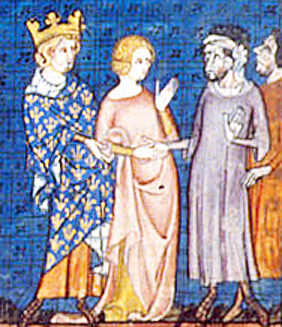
تصویر قرن چهاردهم از ازدواج رولو و گیزلا

گیزلا (به فرانسوی: Gisèle) یک شاهدخت اسطوره‌ای فرانسوی بود که طبق افسانه‌ها همسر رولو، دوک نرماندی بود.
طبق گفته‌ها، رولو پس از گرویدن به مسیحیت و رسیدن به فرمانروایی نرماندی در سال ۹۱۱، با گیزلا دختر شارل ساده پادشاه فرانک باختری نامزد شد. وقوع این ازدواج و اساساً وجود گیزلا به صورت مستند تأیید نشده و او احتمالاً شخصیتی اسطوره‌ای است. برخی تاریخ‌نگاران او را در صورت وجود، دختر نامشروع شارل ساده می‌دانند.
در مجموعهٔ تلویزیونی وایکینگ‌ها، مورگان پولانسکی نقش شخصیتی به نام گیزلا را بازی می‌کند که فرزند شارل تاس (پدربزرگ شارل ساده) است.